# Campeonato Mundial de Hóquei no Gelo de 1957
O Campeonato Mundial de Hóquei no Gelo de 1957 foi a 24ª edição do torneio, disputada entre os dias 24 de fevereiro e 5 de março de 1957 no Palácio de Esportes do Estádio Central Lenin em Moscou, União Soviética.

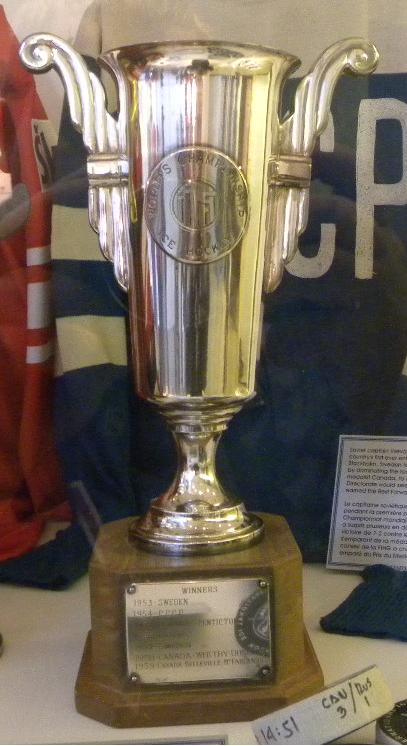
Troféu entregue no Campeonato Mundial de 1957

Esse foi o último Campeonato Mundial disputado em gelo natural e foi a primeira edição realizada na União Soviética, sendo lembrada por circunstâncias políticas que circundaram os jogos. A Hungria havia sido ocupada recentemente pelo Exército Soviético (para suprimir uma revolução em outubro e novembro de 1956), e como resultado os Estados Unidos e o Canadá boicotaram o Campeonato Mundial em protesto. Juntaram-se a eles Noruega, Alemanha Ocidental, Itália e Suíça. A Alemanha Oriental participou pela primeira vez.

## Competição
Com o boicote, o time da casa, a União Soviética, foi fortemente favorecida para vencer o torneio, mas a Suécia surpreendeu o mundo com uma zebra. O primeiro passo foi dado em seu terceiro jogo, quando eles bateram a Tchecoslováquia por 2-0. Essa importante vitória foi conseguida com a cabeça do defensor dos Leksands IF Vilgot Larsson. Ele literalmente deu uma cabeçada no disco, salvando um gol do adversário, e nos dias anteriores à obrigação de capacetes, recebeu vários pontos por seu ato heroico. No jogo final, a Suécia abriu dois gols, mas os dinâmicos soviéticos responderam com quatro gols seguidos. Atrás por dois gols no terceiro período, gols de Eilert Määttä e Erling Lindström empataram o jogo, e a atuação no gol de Thord Flodqvist e o jogo de Sven Tumba Johansson garantiram o empate final. A União Soviética havia apenas empatado com a Tchecoslováquia anteriormente, então tudo que a Suécia precisava era de um ponto, ou um empate, pelo ouro.
Karel Straka, da Tchecoslováquia, foi nomeado melhor goleiro. Nikolaï Sologubov, da União Soviética foi o melhor defensor, e Sven Tumba Johansson da Suécia foi o melhor atacante. Konstantin Loktev, da URSS, liderou os pontuadores com 18 pontos (com 11 gols e 7 assistências), seguido por Nils Nilsson e Ronald Pettersson da Suécia, ambos com 16 pontos. Vsevolod Bobrov, da URSS, liderou a artilharia com 13 gols. O Japão, competiu pela primeira vez desde 1930, e terminou em último com um ponto na classificação.

## Classificação
| Posição | Time              | PJ | V | D | E | GP | GC | Pts |
| ------- | ----------------- | -- | - | - | - | -- | -- | --- |
| Ouro    | Suécia            | 7  | 6 | 0 | 1 | 62 | 11 | 13  |
| Prata   | União Soviética   | 7  | 5 | 0 | 2 | 77 | 9  | 12  |
| Bronze  | Tchecoslováquia   | 7  | 5 | 1 | 1 | 66 | 9  | 11  |
| 4º      | Finlândia         | 7  | 4 | 3 | 0 | 28 | 33 | 8   |
| 5º      | Alemanha Oriental | 7  | 3 | 4 | 0 | 23 | 48 | 6   |
| 6º      | Polônia           | 7  | 2 | 5 | 0 | 25 | 45 | 4   |
| 7º      | Áustria           | 7  | 0 | 6 | 1 | 8  | 61 | 1   |
| 8º      | Japão             | 7  | 0 | 6 | 1 | 11 | 84 | 1   |

## Fase Final
| 24 de fevereiro |     |         |  |
| Finlândia       | 5–3 | Polônia |  |
|                 |     |         |  |

| 24 de fevereiro |      |       |  |
| União Soviética | 16–0 | Japão |  |
|                 |      |       |  |

| 24 de fevereiro |      |                   |  |
| Suécia          | 11–1 | Alemanha Oriental |  |
|                 |      |                   |  |

| 24 de fevereiro |     |         |  |
| Tchecoslováquia | 9–0 | Áustria |  |
|                 |     |         |  |

| 25 de fevereiro |      |           |  |
| União Soviética | 11–1 | Finlândia |  |
|                 |      |           |  |

| 25 de fevereiro |      |                   |  |
| Tchecoslováquia | 15–1 | Alemanha Oriental |  |
|                 |      |                   |  |

| 25 de fevereiro |     |         |  |
| Suécia          | 8–3 | Polônia |  |
|                 |     |         |  |

| 26 de fevereiro |     |       |  |
| Áustria         | 3–3 | Japão |  |
|                 |     |       |  |

| 27 de fevereiro |     |                 |  |
| Suécia          | 2–0 | Tchecoslováquia |  |
|                 |     |                 |  |

| 27 de fevereiro |     |       |  |
| Polônia         | 8–3 | Japão |  |
|                 |     |       |  |

| 27 de fevereiro |      |         |  |
| União Soviética | 22–1 | Áustria |  |
|                 |      |         |  |

| 27 de fevereiro |     |                   |  |
| Finlândia       | 5–3 | Alemanha Oriental |  |
|                 |     |                   |  |

| 28 de fevereiro |     |           |  |
| Tchecoslováquia | 3–0 | Finlândia |  |
|                 |     |           |  |

| 28 de fevereiro |      |         |  |
| União Soviética | 10–1 | Polônia |  |
|                 |      |         |  |

| 1 de março |      |         |  |
| Suécia     | 10–0 | Áustria |  |
|            |      |         |  |

| 1 de março        |     |       |  |
| Alemanha Oriental | 9–2 | Japão |  |
|                   |     |       |  |

| 2 de março |     |         |  |
| Finlândia  | 9-2 | Áustria |  |
|            |     |         |  |

| 2 de março      |     |                 |  |
| União Soviética | 2–2 | Tchecoslováquia |  |
|                 |     |                 |  |

| 2 de março        |     |         |  |
| Alemanha Oriental | 6-2 | Polônia |  |
|                   |     |         |  |

| 2 de março |      |       |  |
| Suécia     | 18–0 | Japão |  |
|            |      |       |  |

| 3 de março |     |         |  |
| Polônia    | 5-1 | Áustria |  |
|            |     |         |  |

| 4 de março      |      |       |  |
| Tchecoslováquia | 25-1 | Japão |  |
|                 |      |       |  |

| 4 de março |     |           |  |
| Suécia     | 9-3 | Finlândia |  |
|            |     |           |  |

| 4 de março        |      |                 |  |
| Alemanha Oriental | 0-12 | União Soviética |  |
|                   |      |                 |  |

| 5 de março        |     |         |  |
| Alemanha Oriental | 3–1 | Áustria |  |
|                   |     |         |  |

| 5 de março |     |       |  |
| Finlândia  | 5-2 | Japão |  |
|            |     |       |  |

| 5 de março      |      |         |  |
| Tchecoslováquia | 12-3 | Polônia |  |
|                 |      |         |  |

| 5 de março      |     |        |  |
| União Soviética | 4-4 | Suécia |  |
|                 |     |        |  |

## Recorde de Público
O jogo final (União Soviética contra a Suécia pelo campeonato) foi disputado no campo de futebol da Grand Sports Arena do Estádio Luzhniki. Diz-se que 50.000 torcedores (ou 55.000, dependendo das fontes) viram o jogo, o maior número para um evento internacional de hóquei. Esse foi o recorde mundial até 6 de outubro de 2001, quando 74.544 pessoas viram Michigan State University e a University of Michigan jogarem uma partida da NCAA Hockey fora de um ginásio Estádio Spartan em East Lansing.